# Xavier Henry
Xavier Henry (Gand, 15 marzo 1991) è un ex cestista statunitense, professionista nella NBA.

## Una famiglia di cestisti e la gioventù
Nacque in Belgio, a Gand, dove il padre giocava da professionista nei primi anni novanta. Oltre a lui tutta la sua famiglia è di sportivi: sua madre giocava a basket per l'Università del Kansas, e per la medesima alma mater il fratello C.J. gioca con la palla a spicchi dopo aver praticato ad ottimi livelli il baseball venendo anche scelto al draft della MLB. Lo zio Carl Henry ha un passato in Kansas University e per un breve periodo in NBA, ai Sacramento Kings.

### High school
Henry si mise molto in vista già al liceo, nel 2009 fu infatti convocato al McDonald's All-American Game Team dove segnò 14 punti, al Nike Hoop Summit 2009 svoltosi al Rose Garden di Portland dove fu il miglior realizzatore del Team USA con 22 punti e 6 triple, al Jordan Brand Classic al Madison Square Garden di New York.
All'inizio dell'ultimo anno di liceo fece un incidente d'auto che gli causò una frattura allo zigomo, per cui fu costretto a saltare l'inizio della stagione. Nonostante ciò emerse come uno dei migliori prospetti tra i giocatori uscenti dalla scuola superiore del suo anno: ESPN lo dava come 3ª miglior promessa, Scout.com 6ª, Rivals.com 8ª.
Ammesso sia dall'Università di Memphis che da quella del Kansas, scelse la seconda sia in quanto accademia del fratello maggiore, sia per la presenza di John Calipari come coach appena nominato.

### College
Al suo debutto con i Kansas Jayhawks segnò ben 27 punti, un record nella gara di debutto di una matricola per i Jayhawks.
Il 12 dicembre 2009 segnò 31 punti contro LaSalle University, miglior prestazione di una matricola a KU dai tempi del grande Paul Pierce.
La squadra di Kansas University, che tra l'altro annoverò nello stesso anno il centro, undicesima scelta al Draft NBA 2010, Cole Aldrich, vinse la Big 12 Conference, ma venne sconfitta al secondo turno del Campionato di pallacanestro NCAA Division I da Northern Iowa.
Il 7 aprile 2010 decise di rendersi eleggibile per il Draft NBA 2010.

## NBA
Al draft svoltosi il 24 giugno venne selezionato al primo turno dai Memphis Grizzlies come dodicesima scelta. Ai primi di settembre però non ha ancora firmato un contratto con essi, e i Grizzlies cercano offerte per scambiare la giovane guardia.
il 5 settembre 2013 viene ingaggiato dai Los Angeles Lakers con un contratto al minimo salariale.

## Statistiche

### College
| Anno      | Squadra         | PG | PT | MP   | TC%  | 3P%  | TL%  | RP  | AP  | PRP | SP  | PP   |
| --------- | --------------- | -- | -- | ---- | ---- | ---- | ---- | --- | --- | --- | --- | ---- |
| 2009-2010 | Kansas Jayhawks | 36 | 36 | 27,5 | 45,8 | 41,8 | 78,3 | 4,4 | 1,5 | 1,5 | 0,5 | 13,4 |
| Carriera  | Carriera        | 36 | 36 | 27,5 | 45,8 | 41,8 | 78,3 | 4,4 | 1,5 | 1,5 | 0,5 | 13,4 |

### NBA

#### Regular season
| Anno      | Squadra           | PG  | PT | MP   | TC%  | 3P%  | TL%  | RP  | AP  | PRP | SP  | PP   |
| --------- | ----------------- | --- | -- | ---- | ---- | ---- | ---- | --- | --- | --- | --- | ---- |
| 2010-2011 | Memphis Grizzlies | 38  | 16 | 13,9 | 40,6 | 11,8 | 63,5 | 1,0 | 0,5 | 0,3 | 0,1 | 4,3  |
| 2011-2012 | N.O. Pelicans     | 45  | 0  | 16,9 | 39,5 | 41,2 | 61,2 | 2,4 | 0,8 | 0,6 | 0,2 | 5,3  |
| 2012-2013 | N.O. Pelicans     | 50  | 2  | 12,5 | 41,0 | 36,4 | 63   | 1,8 | 0,3 | 0,3 | 0,1 | 3,9  |
| 2013-2014 | L.A. Lakers       | 43  | 5  | 21,1 | 41,7 | 34,6 | 65,5 | 2,7 | 1,2 | 1,0 | 0,2 | 10,0 |
| 2014-2015 | L.A. Lakers       | 9   | 0  | 9,6  | 23,1 | 0,0  | 58,3 | 0,4 | 0,3 | 0,3 | 0,0 | 2,2  |
| Carriera  | Carriera          | 185 | 23 | 15,7 | 40,6 | 32,5 | 63,5 | 1,9 | 0,6 | 0,5 | 0,1 | 5,7  |

## Palmarès
- McDonald's All-American Game (2009)